# Hadelin de La Tour du Pin
Hadelin de La Tour du Pin Chambly de La Charce (* 26. August 1951; † 23. September 2024) war ein französischer Diplomat im Rang eines Botschafters.

## Leben
Hadelin de La Tour du Pin war von 1994 bis 1997 Botschafter in Conakry, Guinea bei Lansana Conté. Von 1997 bis 2000 war er Botschafter in Harare, Simbabwe bei Robert Mugabe. Teilweise zeitgleich war er von 1997 bis 1999 bei der Regierung von Ahmad Tejan Kabbah in Freetown, Sierra Leone akkreditiert. Am 27. September 2003 wurde er zum Botschafter in Nikosia in Zypern ernannt, ein Amt, das er bis 2007 ausübte. De la Tour war vom 27. Oktober 2006 bis 14. September 2009 Botschafter in Caracas, Venezuela. Am 9. Juni 2010 wurde er von der Regierung von Nicolas Sarkozy zu ihrem Vertreter bei der pazifischen Gemeinschaft in Nouméa ernannt. Am 1. August 2014 wurde er zum Botschafter im Fürstentum Monaco ernannt.